# Institut für Gerontologische Forschung
Das Institut für Gerontologische Forschung e. V. (IGF) ist ein bundesweit tätiges, unabhängiges und interdisziplinär arbeitendes Forschungsinstitut mit Sitz in Berlin. Unter dem Dach des gemeinnützigen Vereins werden Drittmittelprojekte und Auftragsforschung im Bereich Alter und Gesellschaft durchgeführt. Das Institut wird geleitet durch Kerstin Kammerer, Tina Knoch und Birgit Wolter (Stand 2022).

## Geschichte
Die Gründung erfolgte 1985 durch die Soziologin Marianne Heinemann-Knoch (1943–2018), Uwe Heinemann, Johannes Hengstenberg, Barbara Riedmüller, die psychologische Psychotherapeutin Irmela Tolk, Carsten Rummel und Johann de Rijke  in München. Im Jahr 1990 erfolgte der Umzug nach Köln, von 1992 bis 2002 wurde eine Zweigstelle in Rheda-Wiedenbrück unterhalten. Seit 1994 ist der Sitz des Instituts in Berlin, eine weitere Niederlassung befindet sich seit 2004 in München.

## Forschung
Übergeordnetes Ziel der Forschungstätigkeit ist die Identifizierung und Förderung von Rahmenbedingungen und Gestaltungsansätzen, die es Menschen im Alter ermöglichen, ihr Leben selbstbestimmt zu führen. Arbeitsschwerpunkte sind die Themen Gesundheit und Selbstständigkeit, Leben und Wohnen im Alter, Qualifizierung und Management sowie Evaluation und Prozessbegleitung. Querschnittsthemen sind Gender und soziale Ungleichheit.

### Gesundheit und Selbständigkeit
In den Projekten in diesem Arbeitsschwerpunkt werden Fragen der Gesundheitsförderung und Prävention und der Qualität von Pflege und Versorgung bei Pflegebedürftigkeit im ambulanten und stationären Bereich im Spannungsfeld von Teilhabe- und Selbstbestimmungschancen, sozialer Benachteiligung und Fürsorge bearbeitet. Dazu werden auf Makro-, Meso- und Mikroebene gesellschaftliche sowie gesundheits- und versorgungspolitische Voraussetzungen und Rahmenbedingungen für die Zugänglichkeit medizinischer und pflegerischer Information und Versorgungsangebote untersucht.
Drittmittelgeförderte Studien in diesem Arbeitsschwerpunkt waren beispielsweise "Psychopharmaka in der stationären und ambulanten Pflege (PhasaP)" (gefördert durch den GKV-SV), "Psychotherapie im Alter – Barrieren und Möglichkeiten des Zugangs (PSYTIA)" (gefördert durch das BMBF), „Autonomieerhalt in sozial benachteiligten Quartieren angesichts von Sturzfolgen im Alter“ (NEIGHBOURHOOD im Forschungsverbund „Autonomie trotz Multimorbidität im Alter“, AMA I), die Studien „Möglichkeiten und Grenzen einer selbstständigen Lebensführung hilfe- und pflegebedürftiger Menschen in Privathaushalten“ (MUG III) und „Möglichkeiten und Grenzen selbstständiger Lebensführung in stationären Pflegeeinrichtungen“ (MUG IV). Weitere Projekte wurden für die Senatsverwaltung Berlin oder verschiedene Berliner Bezirksämter durchgeführt. Weiterhin wurden am IGF e.V. mehrere Fachhefte im Auftrag der Bundeszentrale für gesundheitliche Aufklärung (BZgA) erstellt: Band 49: Kritische Lebensereignisse im Alter – Übergänge gestalten, Band 50: Die jungen Alten, Band 51: Alte Menschen und Band 47: Die Hochaltrigen.

### Leben und Wohnen
Der Arbeitsschwerpunkt Leben und Wohnen befasst sich mit den sozialräumlichen Voraussetzungen für ein selbstbestimmtes und gesundes Altern. Die Wohn- und Wohnumfeldbedingungen beeinflussen maßgeblich die Lebenszufriedenheit und Selbständigkeit älterer Menschen. Dabei kommt es vor allem auf Barrierefreiheit und die Ausstattung der eigenen Wohnung, gut erreichbare Infrastruktur sowie Orte und Gelegenheiten für soziale Begegnungen und Aktivitäten im Wohnumfeld an, die nicht allen älteren Menschen gleichermaßen zugänglich sind. Für eine förderliche Gestaltung der Wohnumwelt gilt es, die vielfältigen Bedarfe unterschiedlicher älterer Menschen zu kennen und zu berücksichtigen.
Die Projekte des IGF e.V. in diesem Arbeitsfeld befassen sich mit den Anforderungen der alternden Gesellschaft an die Lebensbedingungen im Quartier aus der Sicht aller beteiligten Akteure. Themen sind die alternsgerechte Gestaltung von Wohnung und Wohnumfeld, die Entwicklung von Infrastruktur und Versorgungsangeboten, Möglichkeiten zur Teilhabe und Partizipation besonders für sozial benachteiligte Ältere – auch an Planungsprozessen – sowie Strategien zur Gesundheits- und Bewegungsförderung.
Neben der Grundlagenforschung nimmt das Team des IGF e.V. Bestandsaufnahmen und Defizitanalysen vor, die auf Sozialraumanalysen, (repräsentativen) Befragungen, Interviews, Fokusgruppen, Mobilitätstagebüchern und anderen sozialwissenschaftlichen und planerischen Methoden beruhen. Die in diesem Bereich erarbeiteten Empfehlungen und Maßnahmen richten sich an die Zielgruppe sowie an Kooperationspartner aus Kommunen, Wohnungswirtschaft und Träger der freien Wohlfahrt.
Forschungsprojekte in diesem Bereich sind unter anderem das Projekt „Selbstbestimmt Wohnen und Teilhabe im Quartier (SWuTiQ)“ (gefördert durch den GKV-Spitzenverband), das Projekt „Fachstellen für Altern und Pflege im Quartier (FAPiQ)“ (gefördert durch das Ministerium für Soziales, Gesundheit, Integration und Verbraucherschutz Brandenburg sowie die Pflegekasse) und das Projekt „Primärpräventive Wirkungen des Netzwerk Märkisches Viertel“ (gefördert durch das Bundesministerium für Bildung und Forschung (BMBF)). Wissenschaftlich begleitet wurden die Modellprojekte "Guter Lebensabend NRW – kultursensible Altenhilfe und Altenpflege" (gefördert durch das MKFFI NRW), "Beratungsstelle zur kommunalen Quartiersentwicklung (BEQISA)" (gefördert durch das MASGG Sachsen-Anhalt) sowie "Gesund Altern und Pflegen im Quartier" des AWO-Bundesverbandes.

### Qualifizierung und Management
Unter den Stichworten Qualifizierung und Management führt das IGF e.V. Untersuchungen in Einrichtungen der Pflege und Pflegeausbildung durch, die zu Handlungsempfehlungen aufbereitet werden und in Beratungs- und Weiterbildungsangebote münden.
Die demografische Entwicklung birgt für die Pflegebranche ein großes Zukunftspotenzial, erfordert jedoch auch die Weiterentwicklung von Arbeitsplätzen und Versorgungsstrukturen. Die Branche benötigt hochqualifizierte Fach- und Führungskräfte, die in der Lage sind, zukunftsweisende Ideen und Ansätze in Konzepte zu fassen und in der Praxis umzusetzen. Diese müssen gefunden, ausgebildet und motiviert werden. Dazu sind neben fundierten Kenntnissen über aktuelle Qualifikationsanforderungen – auch im Hinblick auf die kommende generalistische Pflegeausbildung tragfähige Strategien der Personalgewinnung und -entwicklung notwendig.
Das Institut bearbeitet Fragestellungen zu Qualifizierungsbedarfen von Pflegefach- und Führungskräften, zur Entwicklung von »soft skills« sowie zur Weiterentwicklung von strukturellen und organisatorischen Rahmenbedingungen für eine qualitätsgeleitete Arbeit und Ausbildung in Pflegeeinrichtungen. Inhaltliche Schwerpunkte sind berufspädagogische Anforderungen in der Pflegeausbildung, die Verbesserung der Ausbildungsqualität auf Ebene der Betriebe und die Gewinnung und Bindung von Fachkräften.
In Zusammenarbeit mit Akteuren der beruflichen Bildungsprozesse werden die Ergebnisse der (Modell-)Projekte für Pflegeeinrichtungen und ihre Träger, Berufsverbände und politisch Verantwortliche in Form von Handlungsempfehlungen und Arbeitshilfen aufbereitet. Diese werden auf nationaler Ebene für Bildungsträger und über die Deutsche Referenzstelle für Qualitätssicherung in der beruflichen Bildung (DEQA-VET) deutschland- und europaweit nutzbar gemacht.
Im Institutsschwerpunkt Qualifizierung und Management wurden seit Beginn der Ausbildungsreform in den Pflegeausbildungen 2003 folgende Projekte zur Qualitätsverbesserung der Altenpflegeausbildung durchgeführt:
Forschungsprojekt zur Ausgestaltung der Praxisanleitung auf der Grundlage des Altenpflegegesetzes des Bundes, gefördert durch das Bundesministerium für Familie, Senioren, Frauen und Jugend, Servicenetzwerk Altenpflegeausbildung, gefördert durch das Bundesministerium für Familie, Senioren, Frauen und Jugend und den Europäischen Sozialfonds, Modellprojekt QUESAP, gefördert vom Bundesinstitut für Berufsbildung aus Mitteln des Bundesministeriums für Bildung und Forschung sowie "HALE I und II – Weiterentwicklung der Hamburger Leitungskräfte Fortbildung" im Auftrag der Hansestadt Hamburg, vertreten durch die Behörde für Gesundheit und Verbraucherschutz.

## Finanzierung
Der Verein finanziert sich ausschließlich aus Zuwendungen und Aufträgen. Mittelgeber waren und sind u. a. das Bundesministerium für Bildung und Forschung (BMBF), das Bundesgesundheitsministerium (BMG), das Bundesministerium für Familie, Senioren, Frauen und Jugend, das Ministerium für Soziales, Gesundheit, Integration und Verbraucherschutz Brandenburg, das Bayerische Staatsministerium für Arbeit und Soziales, Familie und Integration, die Bundeszentrale für gesundheitliche Aufklärung und der Spitzenverband der Gesetzlichen Krankenversicherung. Weitere Zuwendungs- und Auftraggeber waren z. B. das Zentrum für Qualität in der Pflege, das Bundesinstitut für Berufsbildung, die Senatsverwaltungen Wirtschaft, Technologie und Forschung sowie Gesundheit und Soziales von Berlin, verschiedene Berliner Bezirksämter, die Behörde für Gesundheit und Verbraucherschutz der Freien und Hansestadt Hamburg oder das Land Sachsen-Anhalt.

## Kooperationen national
Der Verein kooperiert mit einer Vielzahl von Forschungseinrichtungen und Praxispartnern aus den Bereichen Alter, Gesundheitsförderung und Prävention, Gesundheitsversorgung, pflegerische Versorgung, Sozial- und Gesundheitspolitik sowie Qualifizierung und Ausbildung. Kooperationspartner waren bspw. das Wissenschaftszentrum Berlin für Sozialforschung gGmbH, Charité-Universitätsmedizin, Robert Koch-Institut, Psychotherapeutenkammer des Landes Berlin, Berliner Bezirksämter Mitte, Reinickendorf und Lichtenberg sowie die Offensive `Gesund Pflegen´ der Initiative Neue Qualität der Arbeit.

## Kooperationen international
Der Verein ist an internationalen Netzwerken zum Themenschwerpunkt Alter und soziale Ungleichheit beteiligt. Es wirkte am Netzwerk „International Network on Population Ageing and Urbanisation“ mit. Von 2016 bis 2020 war das IGF e.V. an dem durch die Europäische Kommission im Programm COST geförderten Netzwerk „Reducing Old-Age Social Exclusion: Collaborations in Research and Policy“ (ROSEnet) beteiligt.

## Handbücher
- Qualitätsbausteine der betrieblichen Pflegeausbildung

## Presse
- Antje Lang-Lendorff: Pflege überfordert Angehörige. In: taz.de vom 10. Oktober 2014